# Hohlprägen

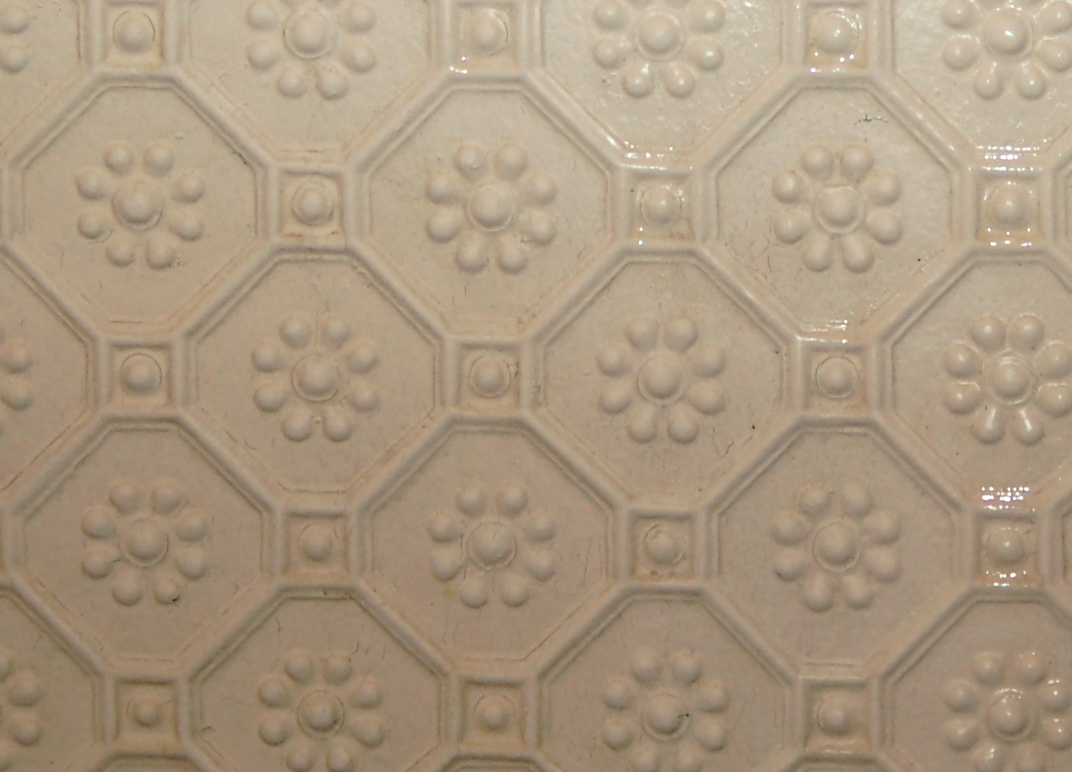
Lincrusta-Wandverkleidung mit Hohlprägung in einem byzantinischen Muster

Hohlprägen stellt das partielle Tiefen eines ebenen Werkstücks zwischen einem Stempel und einem Gegenwerkzeug dar. Das Werkzeug dringt nicht überall in das Werkstück ein, und das Gegenwerkzeug hat eine Negativform des Prägestempels. Dadurch wird auf der Rückseite eine Erhebung erzeugt. Die Hohlprägung kann nur bei dünnen und weichen Werkstücken angewendet werden. Typische Anwendungsbeispiele sind die Herstellung von geprägtem Papier, Kassettendecken oder Wandverkleidungen aus Blech, Linkrusta oder auch Leder, von Nummernschildern oder Sicken zur Versteifung von Rohren. 